# Adam Poulsen

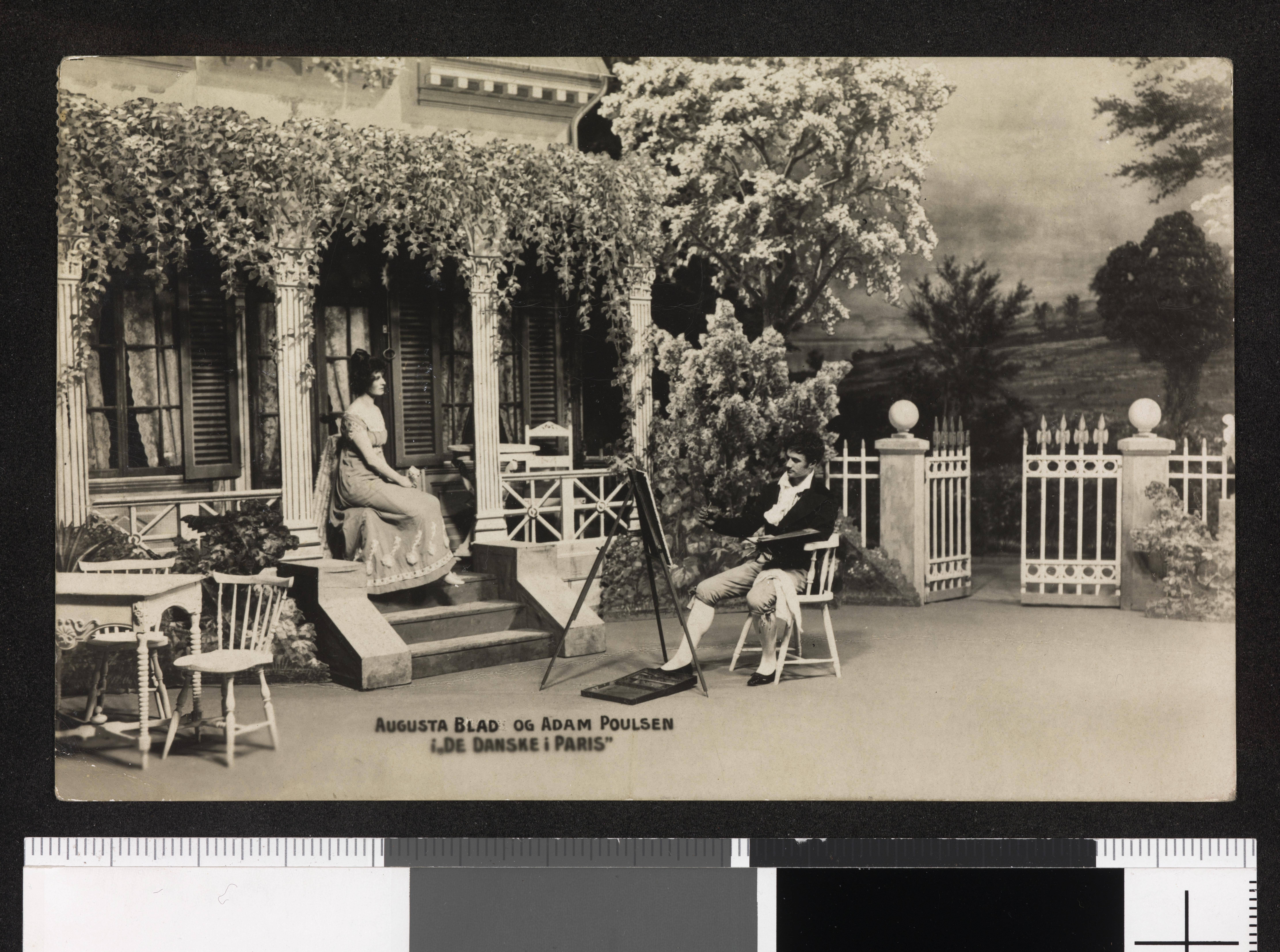
Augusta Blad y Adam Poulsen en De Danske i Paris

Adam Poulsen (19 de noviembre de 1879-30 de junio de 1969) fue un actor y director teatral de nacionalidad danesa.

## Biografía
Nacido en Copenhague, Dinamarca, era hijo de Emil Poulsen y hermano de Johannes y Svenn Poulsen. Poulsen iba a dedicarse a trabajar en el mar, pero finalmente se orientó al teatro. Debutó en el Dagmarteatret el 9 de noviembre de 1901 con el papel de Giulio en la pieza Renaissance. Entre 1903 y 1905 actuó en el Folketeatret, sumando a su repertorio papeles como el de Bratt en Over Evne o el del Capitán Grobisch en Karneval. Desde 1905 a 1906 se formó en la escuela teatral de Max Reinhardt en Berlín, volviendo después al Dagmarteatret, donde hizo papeles como el de Harald III de Noruega en Væringerne i Miklagaard.
En 1909 Poulsen se unió a su hermano Johannes para trabajar en el Teatro Real de Copenhague, aunque estuvo poco tiempo en el mismo. Al siguiente año Poulsen fundó en el parque Dyrehaven el primer teatro danés al aire libre (Hagbarth og Signe), que dirigió entre 1911 y 1914. De allí pasó a ser director en el Dagmarteatret, donde destacó su trabajo con la pieza Bjerg-Eyvind. Entre 1915 y 1916 volvió a la escena nacional, siendo uno de sus mejores papeles el de Antio en Fædreland.
Con posterioridad Poulsen trabajó fuera de Dinamarca, dirigiendo teatro en idioma sueco en Helsinki, Finlandia, durante tres temporadas. Después fue invitado en diferentes teatros, tanto suecos como daneses, como el Betty Nansen Teatret, en el cual encarnó a Helmer en Casa de muñecas. En 1922 volvió al Hagbarth og Signe, y al siguiente año hizo una gira por Norteamérica representando teatro en idioma danés. 
Poulsen colaboró con su hermano el 14 de noviembre de 1926 en el Teatro Real de Copenhague, encarnando a Skule Jarl en Kongsemnerne. A lo largo de la década trabajó en diferentes giras, viajando también a Islandia, donde en Reikiavik fue el Príncipe en Der var engang, siendo el primer actor danés en actuar junto a colegas islandeses. En mayo de 1929 representó con éxito en alemán al pastor Bratt en Over Evne, pieza llevada a escena en Lübeck.
A partir de julio de 1930, y hasta el siguiente año, Poulsen dirigió el Teatro Real de Copenhague, siendo el encargado de adoptar la Ley de Teatro de 1930.
Además de su actividad teatral, Poulsen publicó el libro Skådespelarkonst (Helsinki, 1919) y redactó Dobbeltscenen (1923).
Nombrado Caballero de la Orden de Dannebrog en 1924 y poseedor de la Cruz de Honor de la misma Orden desde 1931, Adam Poulsen falleció en Græsted, Dinamarca, en el año 1969. Fue enterrado en el Cementerio Gilleleje Kirkegård. Estuvo casado con Ellen Rimestad, Nathalie Krause y Jytte Knipschildt.

## Filmografía
- 1920 : Via Crucis
- 1916 : Druknet i Flammehavet
- 1914 : Af Elskovs Naade
- 1913 : Luftskipperen
- 1913 : Scenens Børn
- 1912 : Indbruddet hos Skuespillerinden
- 1912 : Dødsdrømmen
- 1912 : Onkel og Nevø
- 1911 : Privatsekretæren
- 1910 : Djævlesonaten
- 1910 : Dorian Grays Portræt
- 1910 : Elskovsleg
- 1910 : Et Gensyn